# هابشاید
هابشاید (به آلمانی: Habscheid) یک شهر در آلمان است که در بیتبورگ-پروم واقع شده‌است.